# Konstantin IX. Monomah
Konstantin  IX.  Monomah (grško starogrško Κωνσταντῖνος Θ΄ Μονομάχος   [Kōnstantinos IX Monomáhos]) je bil cesar Bizantinkega cesarstva, ki je vladal od 11. junija 1042 do 11. januarja 1055, * okoli 1000, † 11. januar 1055.
Na prestol je prišel leta 1042 kot mož cesarice Zoe, čeprav je bil izgnan zaradi zarote proti njenemu prejšnjemu možu, cesarju Mihaelu IV. Paflagoncu. Kot Zoin socesar je vladal do njene smrti leta 1050, potem pa kot samostojen cesar do svoje smrti leta 1055.

## Zgodnje življenje
Konstantin je bil sin Teodozija Monomaha, pomembnega državnega uradnika pod cesarjema Bazilijem II. in Konstantinom VIII. Teodozija so osumili sodelovanja v zaroti, kar je slabo vplivalo tudi na  Konstantinovo kariero. Konstantinov položaj se je izboljšal po poroki  z drugo ženo, nečakinjo cesarja Romana III. Argirja. Ko se je začel spogledovati s cesarico Zoo, ga je njen drugi mož Mihael IV. izgnal v Mitileno na otok Lesbos.
Smrt Mihaela IV. in odstavitev Mihaela V. leta 1042 sta privedli so Konstantinovega odpoklica iz izgnanstva in imenovanja za sodnika v Grčiji. Pred odhodom na novo delovno mesto je bil poklican Konstantinopel, kjer so se krhki odnosi med naslednicama Mihaela V., cesaricama Zoo in Teodoro, povsem porušili. Po dveh mesecih vedno večjih nesoglasij se je Zoa odločila, da si bo poiskala novega moža v upanju, da bo preprečila Teodorino vedno večjo priljubljenost in avtoriteto.
Po prvem možu, ki jo je preziral, in drugem, ki je umrl v sumljivih okoliščinah, se je Zoa odločila za postavnega in uglajenega Konstantina. Poročila sta se 11. junija 1042 brez konstantinopelskega patriarha, ki se z njuno poroko ni strinjal, ker sta se oba poročala že tretjič. Naslednji dan je bil Kostantin z Zoo in njeno sestro Teodoro razglašen za bizantinskega cesarja. 

## Vladanje
Konstantin nadaljeval čistko, ki sta jo začeli  Zoa in Teodora, in z dvora  odstranil vse sorodnike Mihaela V.. Novi cesar je ljubil veseljačenje,  bil nagnjen k silovitim izbruhom sumov zarote in  pod močnim vplivom svoje ljubice Marije Skleraine in  njene družine. Avgusta 1042 je na njihovo zahtevo  razrešil generala Jurija Manijaka  njegovega poveljstva v Italiji. Manijak se je temu uprl  in se septembra razglasil za cesarja. Svoje čete je premestil na Balkan in skoraj porazil Konstantinovo vojsko, potem pa je bil ranjen in je na bojnem polju umrl. Kriza  leta 1043  se je končala.
Takoj po zmagi je Konstantina napadla flota Kijevske Rusije, nedvomno zaradi podpore Manijakovemu uporu. S pomočjo grškega ognja so Bizantinci porazili tudi   Kijevčane. Konstantin je po zmagi poročil svojo hčerko Anastazijo z bodočim kijevskim knezom Vsevolodom I., najljubšim sinom svojega nevarnega nasprotnika Jaroslava I. Modrega in kneginje Ingigerde Olofsdotter. 
Konstantinovo dajanje prednosti Mariji Skleraini pred cesarico Zoo od samega začetka njegove vladavine je pripeljalo do govoric, da namerava Zoo in Teodoro umoriti. To je leta 1044  pripeljalo do vstaje konstantinopelskih meščanov in resne grožnje cesarju Konstantinu, ki je se je  takrat udeležil verske procesije po mestnih ulicah. Množico sta pomirili cesarici z balkona cesarske palače z izjavo, da jima ne grozi nobena nevarnost.
Konstantin je skladno s pogodbo med kraljem Ivanom Smbatom in Bazilijem II. leta 1045 priključil armensko kraljestvo Ani, s čimer je svojo državo  izpostavil novim sovražnikom. Leta 1046 so se Bizantinci prvič spopadli  s seldžuškimi Turki. Leta 1048 so se z njimi spopadli v Armeniji in naslednje leto z njimi sklenili premirje. Seldžuški vladarji so bili dokaj pripravljeni spoštovati dogovorjeno premirje, njihovi zavezniki Turkmeni pa so bili manj strpni. Konstantin je začel preganjati tudi armensko pravoslavno cerkev in jo poskušal prisiliti v zvezo z bizantinsko pravoslavno cerkvijo.
Svoj cesarski položaj je poskušal zavarovati s favoriziranjem plemstva (dynatoi) in dodeljevanjem davčnih imunitet  velikin zemljškim eposestnikom in Cerkvi. Zgleda, da je poskušal tudi ponovno uvesti sistem pronoia (iz grškega πρόνοια, provizija, prihodek),   nekakšno fevdalno pogodbo,  s katero bi bil del posesti (ali davkov od nje) izvzet iz plačevanja davkov v zameno za prispevek k vzdrževanju vojske. Oboje je postopoma ogrozilo učinkovitost države  in prispevalo k razvoju krize, ki je zajela Bizantinsko cesarstvo v drugi polovici 11. stoletja.
Leta 1054 so več stoletij stare razprtije med grško in rimsko Cerkvijo privedle do  dokončnega razkola. Legati papeža Leona IX. so izobčili konstantinopelskega patriarha Mihaela Kerularija, ker ni hotel sprejeti zahodne cerkvene prakse, patriarh pa je v zameno izobčil legate. Razkol med Cerkvama je onemogočil Konstantinov poskus, da bi se povezal s papežem proti Normanom, ki so izkoristili Manijakovo odsotnost in zasedli južno Italijo.
Konstantin je poskušal intervenirati, vendar je zbolel in naslednje leto 11. januarja umrl. Svetovalci,  predvsem logotet za javno pošto Ivan, so ga pred smrtjo prepričevali, naj zanemari Teodorine pravice do prestola in cesarsko krono prenese na bolgarskega duksa Nikiforja Proteona, vendar so za njegovo naslednico imenovali prav njo.
Njegova vladavina je bila katastrofalna, še posebej  ker je oslabila bizantinsko vojsko. Šibka vojska je bila v veliki meri odgovorna za kasnejša turška osvajanja v Mali Aziji, zlasti po katastrofalnem bizantinskem porazu v bitki pri Manzikertu leta 1071.

## Arhitektura in umetnost
Konstantin je bil mecen umetnosti in kniževnosti. Med njegovo vladavino je konstantinopelska univerza razširila svoj pravni in filozofski program. V dvorni literarni krog  je vstopil tudi zgodovinar Mihael Psel, ki je v svoji Kronografiji zapisal zgodovino Konstantinovega vladanja. 
Cesar se je takoj po prihodu na prestol leta 1042 lotil obnove Bazilike Božjega groba v Jeruzalemu,  katere velik del sta porušila  kalif Al-Hakim bi-Amr Alah leta 1009 in potres leta 1033. Pogodba med Al Hakimovim sinom  Ali az-Zahirjemin cesarjem Romanom III. je Konstantinu omogočila financiranje obnove cerkve in drugih krščanskih objektov v Sveti deželi, kjer je takrat vladal kalif Ma'ad al-Mustansir Billah. Podatki o obnovah izvirajo iz zapisov kronista križarskih vojn Viljema iz Tira, medtem ko je takratni grški zgodovinar Ivan Skilica obovitvena dela pripisal Mihaelu IV..

## Družina
Konstantin Monomah je bil poročen trikrat: 
- z neznano žensko,
- s Heleno Skleraino, hčerko Bazilija Sklera, prapravnukinjo Barda Sklera in nečakinjo cesarja Romana III. in
- cesarico Zoo.

Po smrti druge žene je za svojo priležnico vzel njeno sestrično Marijo Skleraino. Ob smrti januarja 1055 je imel za priležnico neko alansko princeso, morda Ireno, hčerko gruzinskega  princa Dimitrija.
S prvo ženo in starajočo se  Zoo ni imel otrok. S Heleno ali Marijo Skleraino je imel hčerko Anastazijo, ki se je leta 1046 poročila s knezom  Vsevolodom I. Kijevskim.  Konstantinovo družinsko ime Monomah (dobesedno tisti, ki se bori sam) je nasledil njegov kijevski vnuk Vladimir II. Monomah.

### Primarni vir
- Mihael Psel.  Fourteen Byzantine Rulers. Penguin, 1966. ISBN 0-14-044169-7.

### Sekundarni viri
- Kazhdan, Alexander, ur. (1991). Oxford Dictionary of Byzantium. New York ; Oxford : Oxford University Press. ISBN 978-0-19-504652-6.
- Norwich, John Julius (1993). Byzantium: The Apogee. London : Penguin Books. COBISS 7402099. ISBN 978-014-011448-5.
- A. Canduci (2010). Triumph and Tragedy: The Rise and Fall of Rome's Immortal Emperors. Pier 9 Books. ISBN 978-1-74196-598-8.
- Treadgold, Warren T. (1997). A History of the Byzantine State and Society. Stanford, CA: Stanford University Press, ISBN 0-8047-2630-2.
- Michael Angold. The Byzantine empire 1025–1204. Longman, 2. izdaja, 1997. ISBN 0-582-29468-1.
- Jonathan Harris. Constantinople: Capital of Byzantium. Hambledon/Continuum, 2007. ISBN 978-1-84725-179-4.
- George Finlay. History of the Byzantine Empire from 716 – 1057, William Blackwood & Sons, 1853.

| Konstantin IX. Monomah Makedonska dinastijaRojen: okoli 1000 Umrl: 11. januar 1055 |                                                                                  |                         |
| Vladarski nazivi                                                                   |                                                                                  |                         |
| Predhodnik: Zoa in Teodora III.                                                    | Cesar Bizantinskega cesarstva 1042–1055 z Zoo (1042-1050) in Teodoro (1042-1055) | Naslednik: Teodora III. |